# Rôle du Canada en Afghanistan
En 2001, le Canada, sous le premier ministre libéral Jean Chrétien, rejoint une coalition menée par les États-Unis pour anéantir les Talibans et débusquer Al-Qaeda, en réponse aux attentats du 11 septembre 2001. Le Canada y envoie premièrement des forces spéciales et des groupes d'infanterie légère servant sous commandement américain, mais, dès 2003, contribue en envoyant des groupements tactiques au sein de la Force internationale d'assistance et de sécurité (OTAN).  Près de 40 000 soldats des forces canadiennes ont été déployés entre 2001 et 2014.
Il y a eu 159 morts parmi-ceux-ci : 123 étaient dus à des circonstances hostiles, dont 95 décès en raison d'engins  explosifs improvisés (EEI) ou de mines terrestres, 21 à cause de tirs de RPG, arme de petit calibre ou des tirs de mortiers, 11 lors d'attentats-suicide et un mort en tombant d'une falaise durant une opération de combat.
Il y a eu 22 morts dans des accidents non liés aux combats : sept en raison de tirs amis, six dans des accidents de véhicules, deux dans un accident d'hélicoptère, deux décès dans une chute accidentelle, deux morts par coup de feu accidentel, un suicide et deux décès non spécifiés.
Il y a eu 1 436 blessés non liés aux combats et 635 blessés durant les combats.
Les forces canadiennes ont perdu 34 véhicules de combat et 359 ont été endommagés, dont 13 VBL-III détruits et 159 endommagés, trois Léopard C2 détruits et 15 endommagés.
Une douzaine de véhicules de transport ont été endommagés et sept détruits. Il y a eu un hélicoptère CH-146 détruit à cause d'un accident et un CH-147 détruit par des tirs ennemis.
La mission de combat a finalement pris fin en juillet 2011. Le chef conservateur Stephen Harper a annoncé en septembre 2008 son intention de commencer le retrait des forces de combat. Il a cité notamment l'exaspération du public ainsi que des soldats comme raisons motivant la décision. La dernière rotation des troupes (qui était la 1er bataillon, Royal 22e Régiment) ont pris la relève le 27 novembre 2010. Les derniers soldats ont quitté le sol afghan le 15 mars 2014.

## Contexte
Le Canada est, depuis le 4 avril 1949 un membre à part entière de l'Organisation du traité de l'Atlantique nord (OTAN), et à ce titre est appelé à intervenir lorsqu'un pays allié se fait agresser. De plus, le Canada, du fait de sa position géographique et de sa production énergétique, est un des partenaires économiques les plus importants des États-Unis ; ce qui transparaît dans les relations militaires entre les deux pays. Le Canada a participé, de près ou de loin, à toutes les guerres américaines depuis la Première Guerre mondiale, à l'exception de la guerre du Viêt Nam.[réf. nécessaire]

## Historique

### Opération Apollo - déploiement initial (2001-2002)

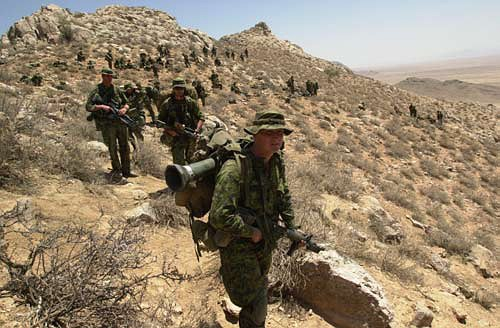
Soldats canadiens du PPCLI en Afghanistan en 2002

#### Contexte
Dès le 20 septembre 2001, le ministre de la défense nationale d'alors, Art Eggleton, autorise les militaires canadiens servant dans des programmes d'échanges aux États-Unis à être déployés en réponse aux attaques du 11 septembre 2001. Le 4 octobre 2001, l'article 5 du Traité de Washington, qui statue que toute attaque lancée de l'extérieur contre un pays membre de l'OTAN est une attaque à tous les membres de l'OTAN, est invoqué par George Robertson, secrétaire général de l'organisation ; trois jours plus tard, le 7 octobre 2001, le premier ministre du Canada Jean Chrétien annonce que le Canada contribuera au niveau terrestre, maritime et aérien à la guerre contre le terrorisme. L'opération Apollo est établie le même jour en support à l'opération Enduring Freedom.

#### Force opérationnelle K-Bar
Des éléments de la Deuxième Force opérationnelle interarmées (FOI 2) sont déployés dès décembre 2001 dans le cadre d'une force multinationale de sept nations chargée de traquer et éliminer des cibles importantes. K-Bar mène 42 opérations de reconnaissances, de surveillance et d'assaut lors de cette période, tuant 115 combattants ennemis et capturant 107 leaders talibans. La FOI 2 a notamment mené l'escalade d'une montagne pour une mission de surveillance.

#### 1rerotation
Dès janvier et février 2002, le 3e Battaillon, Princess Patricia's Canadian Light Infantry (3PPCLI), un escadron de reconnaissance du Lord Strathcona's Horse et des éléments du 1er Bataillon de services sont déployés dans la région de Paktia, et se battent aux côtés d'unités de la 187e Brigade de combat (187 BCT) de la US Army.

##### Opération Anaconda

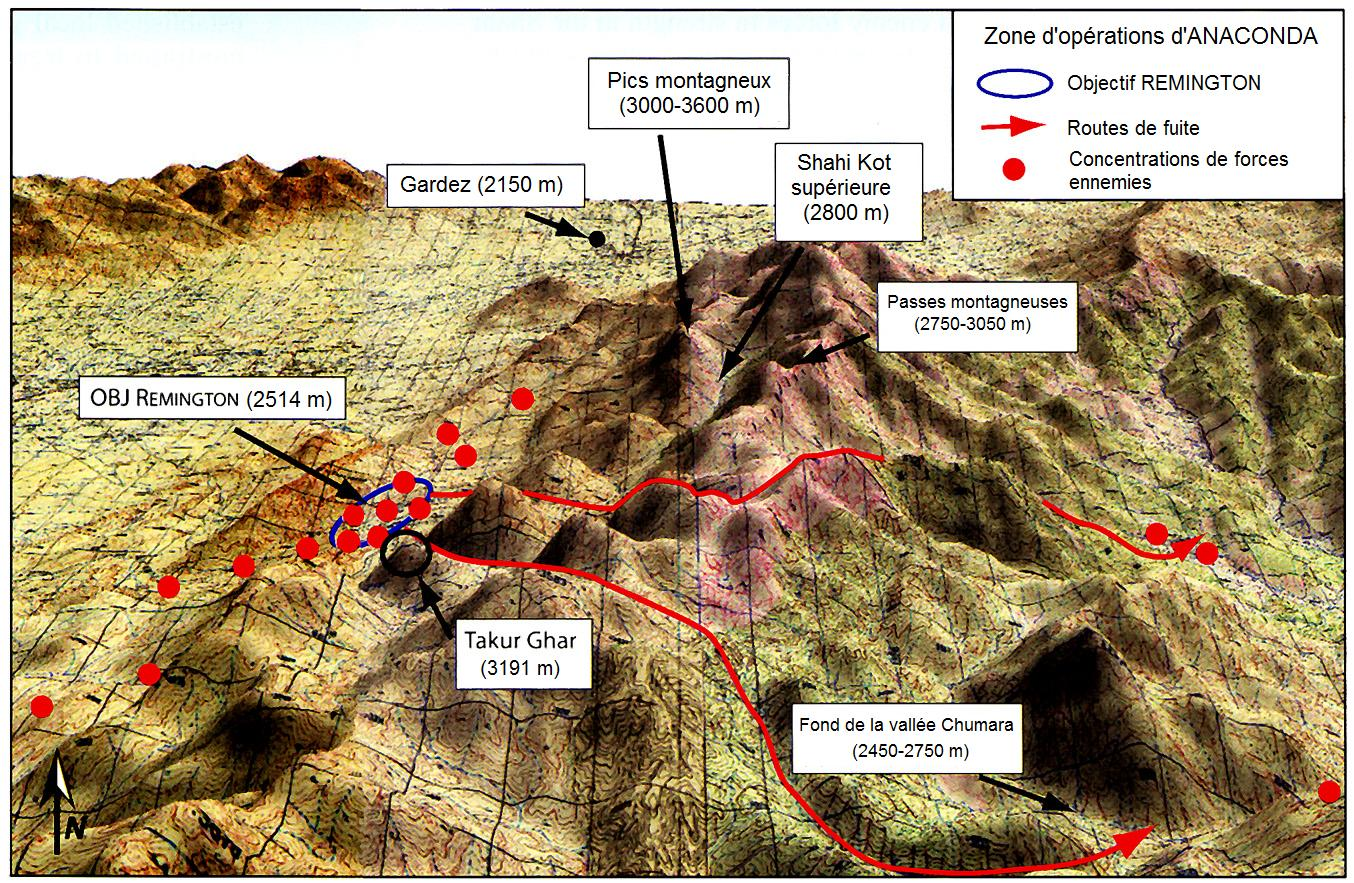

16 membres du 3PPCLI, incluant six tireurs d'élite, prennent part à l'opération Anaconda. La force rencontre une résistance déterminée, démontrant l'organisation de l'ennemi. Les équipes de tireurs d'élite se feront remarquer lors de cette opération, neutralisant les tirs de mortier et les tirs de fusils automatiques de l'ennemi. Le caporal Robert Furlong inscrira par ailleurs un record de distance, lorsqu'il neutralise une cible à plus de 2 400 mètres. Ce record sera battu en 2017 par un autre soldats canadien, membre de la FOI2 (Deuxième Force opérationnelle interarmées).

##### Opération Harpoon
Du 13 au 19 mars 2002, dans la vallée de Shah-i-Kot, un groupement tactique composé de soldats américains et canadiens entreprennent une offensive terrestre et aérienne pour éliminer une poche de résistance spécifique se cachant dans des caves et bunkers.

##### Incident de Tarnak Farm
Dans la nuit du 17 au 18 avril 2002, le major américain Harry Schmidt, de la Garde nationale aérienne des États-Unis, est en route à bord de son F-16 vers sa base après une patrouille de 10 heures. Volant à 7 000 mètres, il aperçoit ce qu'il perçoit comme du tir antiaérien et demande la permission au contrôle aérien d'engager l'« ennemi », mais se voit dire d'attendre. Peu après, il engage, au nom de l'auto-défense, et lâche une bombe autoguidée au laser, puis dit "espérer avoir fait la bonne chose". Quelques minutes plus tard, le contrôle aérien lui indique qu'il s'agit d'alliés. 
Douze soldats canadiens du 3e Bataillon du Princess Patricia's Canadian Light Infantry qui participaient à un exercice seront atteints par la bombe dirigée contre eux, dont quatre mortellement.
Le major Schmidt et son acolyte, le major Umbach, furent accusés en cour martiale de l'armée de l'air américaine de négligence criminelle causant la mort et d'assaut avec circonstances aggravantes et de malpratique. Les deux furent réprimandés et autorisés à prendre leur retraite. 

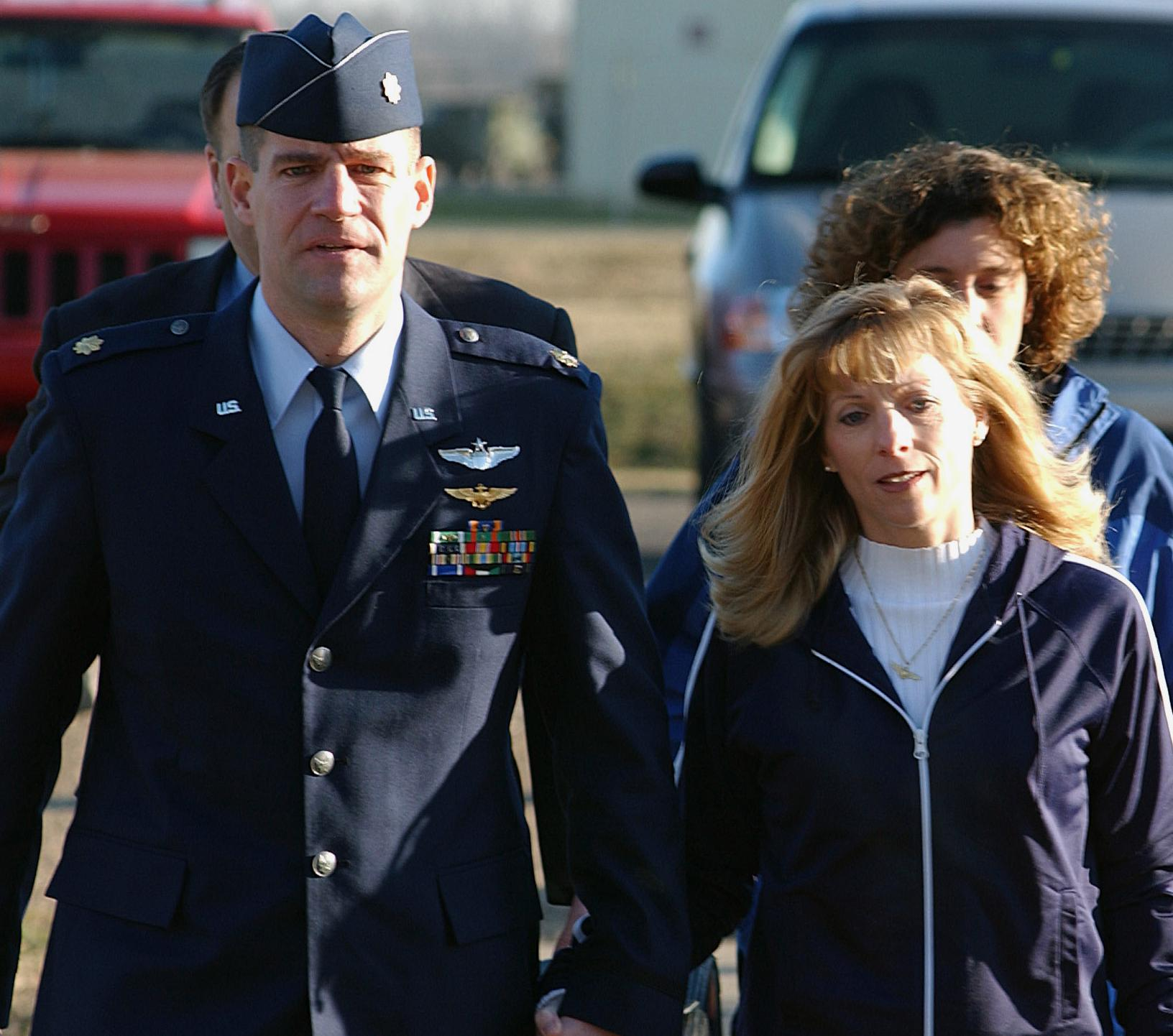
Le major Schmidt lors de son témoignage

Voici un extrait, en anglais, de la lettre de réprimande reçue par Schmidt : 

« You acted shamefully on 17 April 2002 over Tarnak Farms, Afghanistan, exhibiting arrogance and a lack of flight discipline. When your flight lead warned you to "make sure it's not friendlies" and the Airborne Warning and Control System aircraft controller directed you to "stand by" and later to "hold fire," you should have marked the location with your targeting pod. Thereafter, if you believed, as you stated, you and your leader were threatened, you should have taken a series of evasive actions and remained at a safe distance to await further instructions from AWACS. Instead, you closed on the target and blatantly disobeyed the direction to "hold fire." Your failure to follow that order is inexcusable. I do not believe you acted in defense of Major Umbach or yourself. Your actions indicate that you used your self-defense declaration as a pretext to strike a target, which you rashly decided was an enemy firing position, and about which you had exhausted your patience in waiting for clearance from the Combined Air Operations Center to engage. You used the inherent right of self-defense as an excuse to wage your own war.

In your personal presentation before me on 1 July 2004, I was astounded that you portrayed yourself as a victim of the disciplinary process without expressing heartfelt remorse over the deaths and injuries you caused to the members of the Canadian Forces. In fact, you were obviously angry that the United States Air Force had dared to question your actions during the 17 April 2002 tragedy. Far from providing any defense for your actions, the written materials you presented to me at the hearing only served to illustrate the degree to which you lacked flight discipline as a wingman of COFFEE Flight on 17 April 2002. »

— Lieutenant-général Bruce Carlson, commandant de la 8th Air Force, United States Air Force, le 6 juillet 2004

#### Contingent naval
Entre 2001 et 2003, plusieurs frégates, destroyers, et navires ravitailleurs se succèdent au sein de la Force opérationnelle 151 (CTF-151) dans la région du golfe Persique pour la lutte antiterrorisme, avec pour but l'interdiction maritime et la prévention de la fuite de combattants ennemis. 

### Opération Athena (2003-2005) et Opération Archer

#### Kaboul (2003-2005)
Après l'invasion initiale, les Forces canadiennes deviennent la nation commandant la Force internationale d'assistance et de sécurité (FIAS) et un contingent de 1 900 soldats est déployé à Kaboul, dans le nord-est du pays, pour assister à la construction et la réparation d’infrastructure civile. Au printemps 2005, les FC prennent par la suite le commandement de la FIAS dans la région volatile de Kandahar, et ce, jusqu'à décembre 2005.

#### Opération Archer (2006)
En février 2006, le commandement est transféré aux forces américaines sous l'opération Enduring Freedom et le contingent canadien prend un rôle majeur avec 2 300 soldats de la Force opérationnelle Afghanistan (Task Force Afghanistan) stationnés dans la région, et le 28 février, le brigadier-général canadien David Fraser prend le commandement du Commandement régional Sud. De plus, une force de reconstruction provinciale est activée, avec des éléments du Ministère des Affaires étrangères du Canada, de l'agence du développement international du Canada (CIDA) et de la Gendarmerie royale du Canada, chargée de la sécurité, de la reconstruction d'infrastructures physiques, et de l'assistance politique.
Le 17 mai 2006, la capitaine Nichola Goddard du premier régiment royal canadien d'artillerie devenait la première femme combattante canadienne à être tuée en opération.
Le 31 juillet 2006, la force opérationnelle passe de nouveau sous la FIAS et l'opération Athena.

### Opération Altair (2004-2008)
L'opération Altair est l'opération maritime effectuée dans le cadre de l'opération Enduring Freedom de 2004 à 2008. Chaque rotation envoie une frégate au sein d'un Carrier Strike Group de la marine américaine; sa dernière rotation voit déployer trois navires au sein de la Force opérationnelle combinée 150 (CTF-150).

### Opération Athéna (2006-2011)

#### Contexte
En 2006, la situation à Kandahar est volatile. Les talibans contrôlent plusieurs secteurs et s'engagent dans une offensive majeure contre les forces de la coalition et, après des semaines d'attaques causant la mort de six soldats canadiens, les talibans se regroupent à Helmand et dans certains secteurs de Kandahar, notamment le district de Panjwaye.

#### Batailles de Panjwaye
Au début de l'été 2006, les membres du groupement tactique du 1er Bataillon du PPCLI (1PPCLI) sont les premiers au combat lors de la première bataille de Panjwaye, dans des combats s'apparentant souvent à de la guérilla urbaine en raison des bâtiments complexes en murs de boue. Des échanges de tirs quotidiens, des bombardements d'artilleries et des frappes aériennes tournent la bataille en faveur des Canadiens ; à la fin de l'opération Mountain Thrust, les talibans se retirent en masse dans le district de Panjwaye.
Vers la fin de l'été, le 1PPCLI est remplacé par un groupement tactique basé sur le 1er bataillon du RCR (1RCR), qui lance immédiatement l'opération Medusa dans le but de déloger les talibans de Panjwaye une fois pour toutes - les effectifs talibans dans la région sont estimés entre 1 500 et 2 000 combattants. Lors de la deuxième bataille de Panjwaye, des embuscades et des échanges de tirs quotidiens sont dirigés contre les Canadiens. Après des semaines de combats, les talibans se retirent et les efforts de reconstruction commencent. Lors de l'opération méduse, un autre incident de tir ami survient lorsque des A-10 américains ouvrent le feu sur les Canadiens, causant la mort de l'ancien coureur olympique Mark Anthony Graham et des blessures à plus de trente autres soldats.

#### OpérationFalcon Summit
Le 15 décembre 2006, dans le cadre de l'opération Mountain Fury, les Canadiens lancent l'opération Falcon Summit avec pour but de déloger des poches de résistances dans le district de Zhari au nord de Panjwaye. À l'aide d'une artillerie massive et de chars d'assauts, ils prennent le contrôle de plusieurs villages clés anciennement des bastions talibans. L'opération est conclue, avec des plans pour construire une route entre Panjwaye et l'autoroute 1 de Kandahar.

#### Kandahar 2007-2010
En février 2007, le 2e Bataillon du RCR (2RCR) remplace le groupement tactique du 1RCR à Kandahar; de juillet 2007 à février 2008, des éléments du Royal 22e Régiment (R22eR) sont déployés au sein de l'équipe de mentorat, et le 3e Bataillon du R22eR (3R22eR) avec des éléments de support du 5e Groupe-brigade mécanisé du Canada (5GBMC) et un escadron blindé du Lord Strathcona's Horse mènent les opérations de combat. Cette rotation soulignera un changement des tactiques canadiennes sous un modèle clearing-holding-building constant dans les districts de Panjwaye et de Zhari pour éviter un retour des Talibans. Le groupement tactique canadien surveille également le district voisin d'Arghandab et la région frontalière du Pakistan, Spin Boldak.

#### Renforts américains (2010)
Le 1er décembre 2009, le président américain Barack Obama annonce des renforts massifs de troupes américaines pour 2010, avec l'envoi d'environ 30 000 soldats dans le pays.
En février 2010, les troupes du 3PPCLI prennent part à l'offensive de Marja. Fin juin, le contrôle des districts de Zhari et d'Arghandab est passé à la 101st Airborne Division du US Army et deux semaines plus tard, la ville de Kandahar. 
Les Canadiens sont aujourd'hui surtout dans le district de Panjwaye ainsi que Dand et Daman.

### Opération Saiph (2008-2011)
L'opération Saiph est la mission navale qui succède en 2008 à l'opération Altair.

### Changement de rôle (2011)
Les Forces canadiennes termineront leur mission de combat en 2011 en vertu d'une motion parlementaire adoptée en 2008, mais il est décidé en 2010 par le gouvernement conservateur du premier ministre Stephen Harper, avec le support de l'opposition libérale, qu'un contingent d'environ 950 soldats restera pour l'entraînement des troupes afghanes jusqu'en 2014.

### Retrait (2014)
Les Forces canadiennes de formation de la police afghane ont quitté l'Afghanistan le 18 mars 2014  après 3 années de formation mettant fin à la mission du Canada en Afghanistan.

## Composition

### Mission de combat
Depuis 2006, environ 2 800 soldats sont stationnés en Afghanistan. Ces soldats sont sujets à des rotations environ aux 6 mois, généralement bâties autour d'un des neuf bataillons d'infanterie de la force régulière et composées d'éléments spécialisées d'autres unités (artillerie, blindés, reconnaissance).

## Coût

### Coût financier
Le coût financier de continuer les opérations en Afghanistan a été un sujet de débat considérable. Les estimations initiales du gouvernement pour la période de 2001 à 2009 étaient très bas, moins de 9 milliards $ de dollars, selon le ministre de la Défense nationale Peter McKay en juin 2006. Les autres estimations du coût du conflit (les coûts distincts de ceux des opérations fixées du MDN non-reliées à l'Afghanistan) ont augmenté à 5 milliards $ de dollars en mars 2008 à cause de remplacement d'équipement.
Les estimations indépendantes du coût total du conflit peuvent varier jusqu'à 18,5 milliards de dollars en 2011, selon le directeur parlementaire du budget. Les écarts entre les deux estimations sont dus à la difficulté à déterminer la différence entre les coûts militaires routines et ceux affectés spécifiquement au conflit en Afghanistan. Ces estimations incluent les coûts à long terme qui relient aux soldats blessés et la productivité perdue par des militaires diagnostiqués avec le Trouble de stress post-traumatique
La partie formation (2011/2014) est chiffrée à un total de 384 millions de dollars.

### Pertes humaines
Les pertes canadiennes en Afghanistan sont lourdes pour la taille de son armée. À la fin de la mission en 2014, on dénombre 158 soldats, 2 interprètes, un diplomate et un journaliste depuis le début des opérations en 2002. Il s'agit, selon un rapport officiel d'avril 2007, avec 1,3 à 1,6 % de décès, du plus haut taux de pertes militaires jamais enregistré par les troupes canadiennes, si l'on excepte l'année 1944.

## Opposition

### Scandales

#### Brigadier-général Ménard
Le brigadier-général Ménard, de la Force terrestre, se voit retirer le commandement de la Force opérationnelle Afghanistan en mai 2010 après des accusations d'un comportement sexuel inapproprié avec une subordonnée. Ménard sera cité en cour martiale et fait face à deux accusations de « préjudice  à l'ordre et à la discipline » et quatre accusations d'« obstruction à la justice ». Si trouvé coupable de ce dernier chef, il risque un maximum de 10 ans de pénitencier.

### Opposition politique
L'engagement militaire du Canada est, depuis longtemps, débattu au parlement par les partis d'opposition. La mission canadienne en Afghanistan devait se terminer en février 2011.

## Chronologie
- 11 septembre 2001 : Attentats contre les États-Unis
- Décembre 2001 : Les premières troupes de la Deuxième Force opérationnelle interarmées arrivent en Afghanistan.
- Février 2002 : Le 3e bataillon du Princess Patricia's Canadian Light Infantry arrive en Afghanistan.
- 18 mars 2014 : Le dernier contingent de troupes canadiennes déployées en Afghanistan rentrent au pays, c'est la fin de la mission [11].